# Панкратов, Александр Валентинович
Александр Валентинович Панкратов (05.10.1926 — 17.03.2005) — российский учёный, доктор химических наук, профессор, автор более 200 научных работ и изобретений. Преподавал в МИТХТ и МГРИ (зав. кафедрой химии).

## Научная работа
В период работы заведующим лабораторией и ведущим научным сотрудником ГНИИХТЭОС (начиная с 1960-х г.г.) А. В. Панкратов осуществлял исследования в области неорганической химии, химии озона и фтора. Руководил работами по изучению и разработками по практическому применению нового класса соединений фторидов азота. Им была показана возможность применения фторидов азота как окислителей ракетного топлива. В 1970—1980 годах работал в области лазерной химии, является одним из основателей этого направления. В ряде работ им (с соавторами) было сделано предположение о нетепловом инициировании химических реакций резонансным инфракрасным лазерным излучением и для таких процессов был предложен термин лазерохимические реакции. Затем А.В. Панкратов переходит на преподавательскую работу в Московский геологоразведочный университет. В последние годы жизни научные интересы А.В. Панкратова лежали в области философии естествознания. Им разрабатывалась проблематика объединения естественно-научного и религиозного мировоззрений на основе телеологического подхода

## Краткая библиография
Является автором более 150 публикаций.

### Статьи
- Панкратов А.В. Химия некоторых неорганических фторидов азота. // Успехи химии : журнал. — 1963. — Т. 32, № 3. — С. 336-353.
- Басов Н.Г., Маркин Е.П., Ораевский А.Н., Панкратов А.В. Фотохимическое действие инфракрасного излучения // Докл. АН СССР : журнал. — 1971. — Т. 198, № 5. — С. 1043–1045.
- Басов Н.Г., Маркин Е.П., Ораевский А.Н., Панкратов А.В., Скачков А.Н. Стимулирование химических процессов инфракрасным лазерным излучением // Письма в ЖЭТФ : журнал. — 1971. — Т. 14. — С. 251.
- Басов Н.Г., Галочкин В.Т., Заворотный С.И., Косинов В.Н., Овчинников А.А., Ораевский А.Н., Панкратов А.В., Скачков А.Н., Шмерлинг Г.В. Пороговый характер видимой флуоресценции, возбуждаемой ИК-лазерным излучением // Письма в ЖЭТФ : журнал. — 1975. — Т. 21, № 1. — С. 70.
- Басов Н.Г., Ораевский А.Н., Панкратов А.В. О кинетике лазерохимических реакций // Квантовая электроника : журнал. — 1976. — Т. 3, № 4. — С. 814-819.
- Панкратов А.В. Телеология и принцип необратимости // Вопросы философии. 2003. № 8. С. 73-85.

### Книги
- Панкратов А.В. Химия фторидов азота. — М.: Химия, 1973.